# Fatima Mokhtari
Fatima Ahlem Mokhtari (sinh ngày 20 tháng 8 năm 1999 ) là một vận động viên thể dục nghệ thuật người Algérie. Cô đại diện cho Algérie tại Thế vận hội Trẻ Mùa hè 2014 tại Nam Kinh, Trung Quốc.

## Lịch sử thi đấu

### 2014
Fatima xếp thứ 12 trong toàn bộ giải vô địch châu Phi năm 2014 tại Pretoria, Nam Phi.

### Thế vận hội trẻ
| Vận động viên   | Nội dung            | Thi đấu | Thi đấu | Thi đấu | Thi đấu | Tổng | Thứ hạng |
| Vận động viên   | Nội dung            | F       | V       | UB      | BB      | Tổng | Thứ hạng |
| --------------- | ------------------- | ------- | ------- | ------- | ------- | ---- | -------- |
| Fatima Mokhtari | Trình độ chuyên môn |         |         |         |         |      |          |